# 藍斯威老

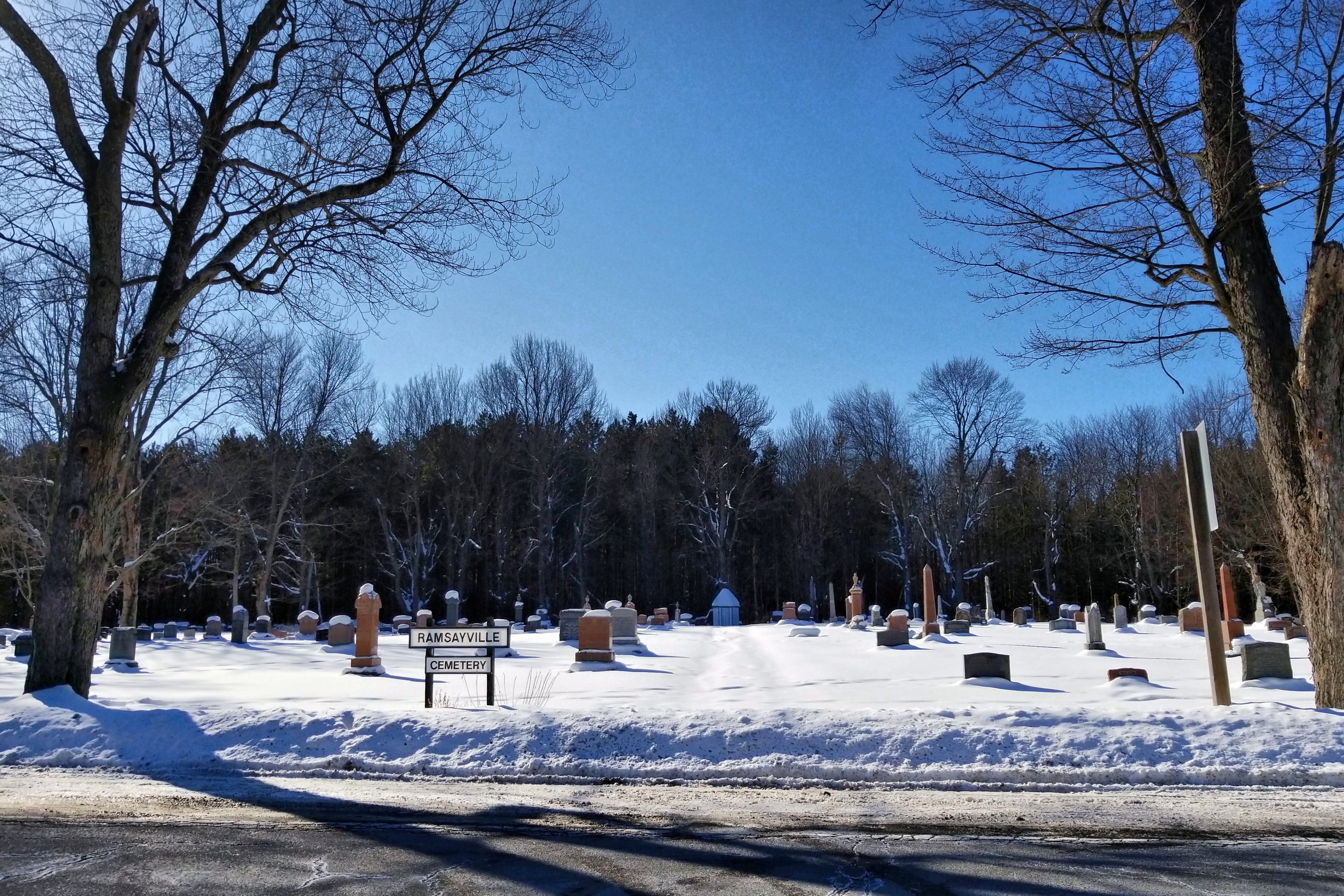
藍斯威老墳場

藍斯威老是加拿大安大略省渥太華的一個鄉郊地區，位於告羅士打（2001年併入渥太華）市內。
藍斯威老周邊地區（北接狩獵會道及417號省道的東延長線，西接荷塘道，南接利特林道，東接安達臣道）人口約為90人（2011年人口普查）。
1950年，該地區發生空難，導致時任美國駐加拿大大使羅倫斯·斯坦哈特喪生。

## 運輸
該地區主要道路有藍斯威老道（Ramsayville Road）及417號省道。